# 维托尔基亚诺
维托尔基亚诺（義大利語：Vitorchiano），是意大利维泰博省的一个市镇。总面积29.83平方公里，人口4702人，人口密度157.6人/平方公里（2009年）。ISTAT代码为056060。